# Ihar Zjaljazoŭski
Ihar Mikalajevitj Zjaljazoŭski (belarusiska: Игар Мікалаевіч Жалязоўскі), även Igor Nikolajevitj Zjelezovskij (ryska: Игорь Николаевич Железовский), född den 1 juli 1963 i Orsja i Vitryska SSR i Sovjetunionen (nu Belarus), död den 12 juni 2021 i Minsk, var en belarusisk skridskoåkare som tävlade för först Sovjetunionen, det Förenade laget och därefter för Belarus. 
Efter att ha avslutat sin skridskoåkningskarriär 1994 blev Zjaljazoŭski ordförande för Belarus skridskoåkningsunion, en position som han innehade i flera år. Zjaljazoŭski dog vid 57 år gammal på grund av komplikationer av Covid-19.
Han tog OS-brons på herrarnas 1 000 meter i samband med de olympiska skridskotävlingarna 1988 i Calgary. Han tog därefter OS-silver på samma distans i samband med de olympiska skridskotävlingarna 1994 i Lillehammer.